# Pyemotes
Pyemotes és un gènere d'àcars.
És dividit en els grups scolyti i ventricosus.
Inclou les espècies:
- Pyemotes dryas
- Pyemotes herfsi
- Pyemotes scolyti
- Pyemotes tritici
- Pyemotes ventricosus